# Simba Bhora Football Club
Actualités
Le Simba Bohra Football Club est un club zimbabwéen de football basé à Shamva dans la province du Mashonaland central.

## Histoire
Le club est fondé en 2008, il accède la première fois en première division du Zimbabwe en 2023. Après avoir obtenu son maintien en terminant à la 12e place, il remporte son premier titre de champion du Zimbabwe en 2024. Le club représentera le Zimbabwe en Ligue des champions de la CAF 2025-2026.

## Palmarès
- Championnat du Zimbabwe (1) : 
  - Champion en 2024